# Illice grisea
Illice grisea är en fjärilsart som beskrevs av Alpheus Spring Packard 1872. Illice grisea ingår i släktet Illice och familjen björnspinnare. Inga underarter finns listade i Catalogue of Life.